# Serafin de Avendano
Pour les articles homonymes, voir Avendano.
Serafin de Avendano ou Avendino né le 12 octobre 1838 à Vigo (Galice), mort le 23 août 1916 à Valladolid. Espagnol. Artiste peintre de sujets de genre, paysages, paysages animés.

## Biographie
Élève de l'école des Beaux-arts de Madrid, il se perfectionne dans les ateliers d'Esquivel et de Villamil.
Plus tard il va en italie où il séjourne longtemps. Il prend part à diverses expositions collectives. 
On cite parmi ses œuvres exposées : Le gabbie presso Savignano, à Parme. À Milan en 1872, Le Viatique, Rives de l'Adda à Parmigiano, Le Rocher Garibaldi à Quarto, En Ligurie, Campagne de Parmigiano aux environs du Pô.  À Milan en 1883, on admire de lui : Quarto al mare, Coucher de soleil. À Rome la même année : Sous les oliviers. À Milan en 1886 : Petites collines de Castelvero, Mois de juin à Castelvero, Un torrent à Badia di Tiglieto, Rives de l'Arbidoso. Enfin à Venise, en 1887 : Matinée à Badia di Tiglieto et Un coucher de soleil.

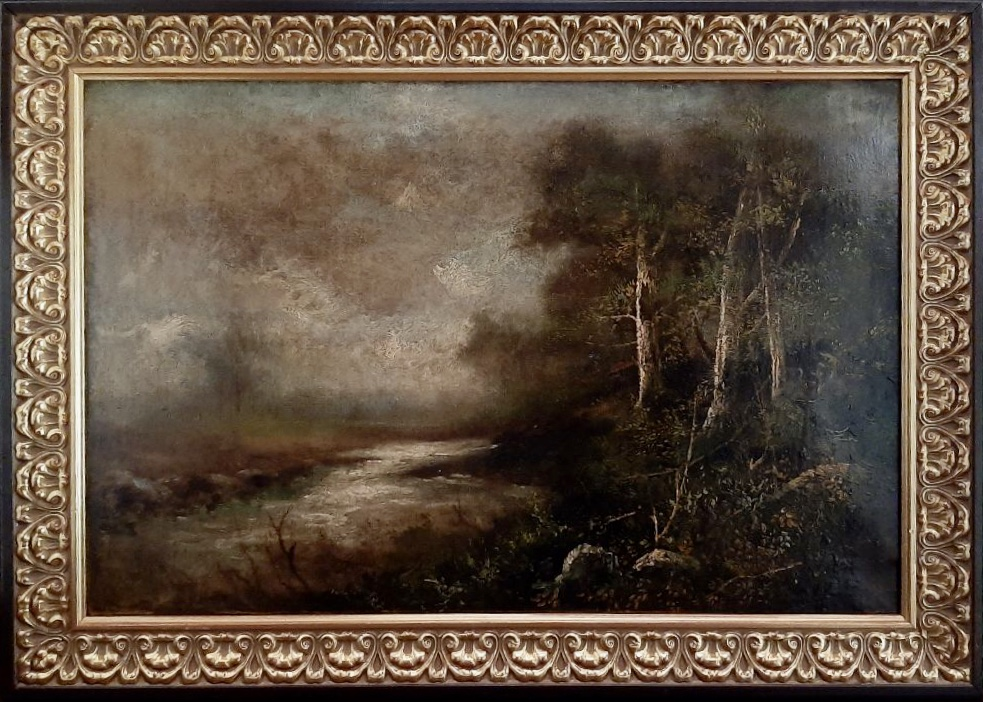
Paysage avec rivière.
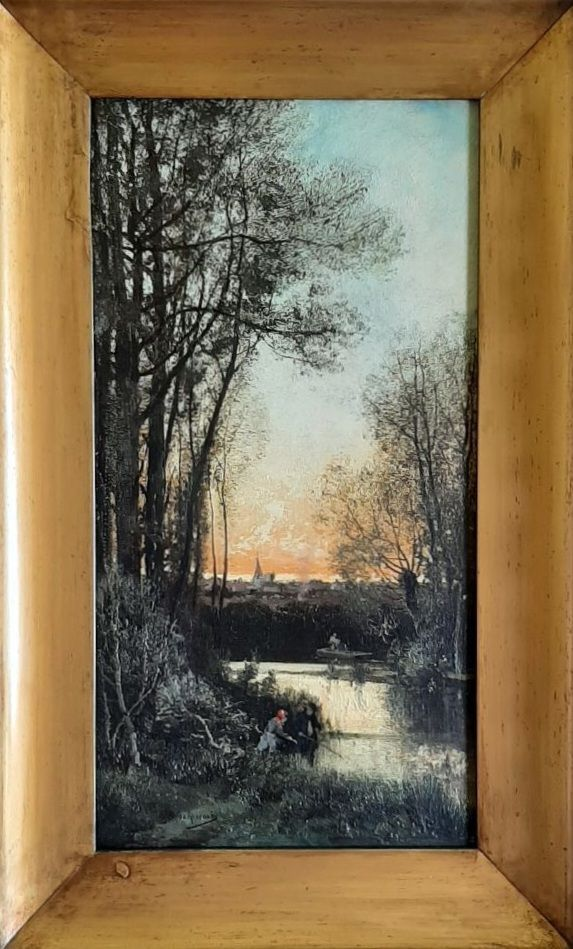
Paysage avec du lac.
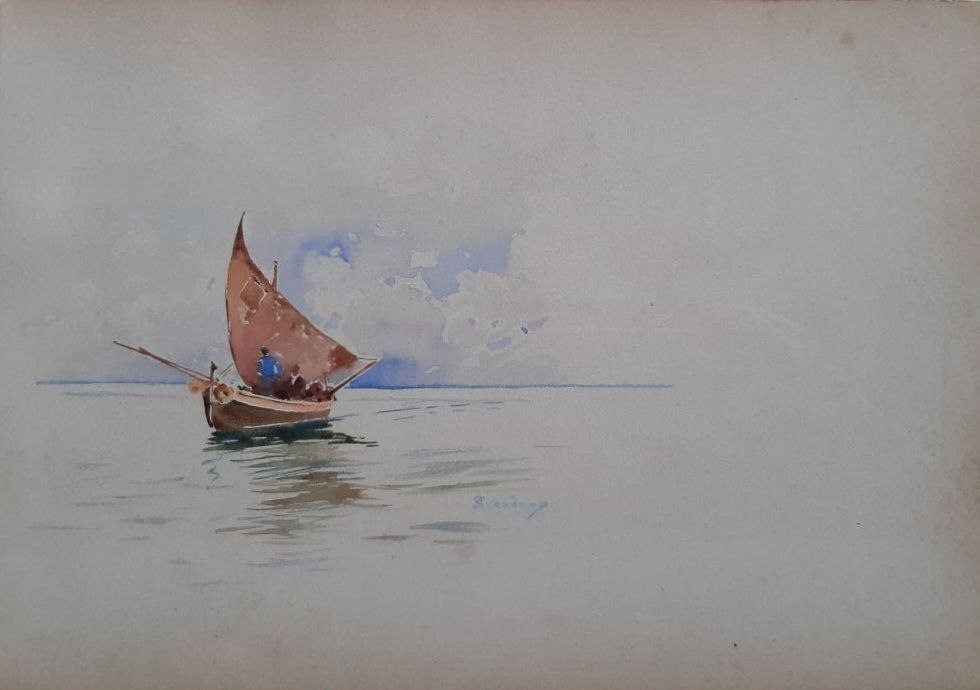
Marin.
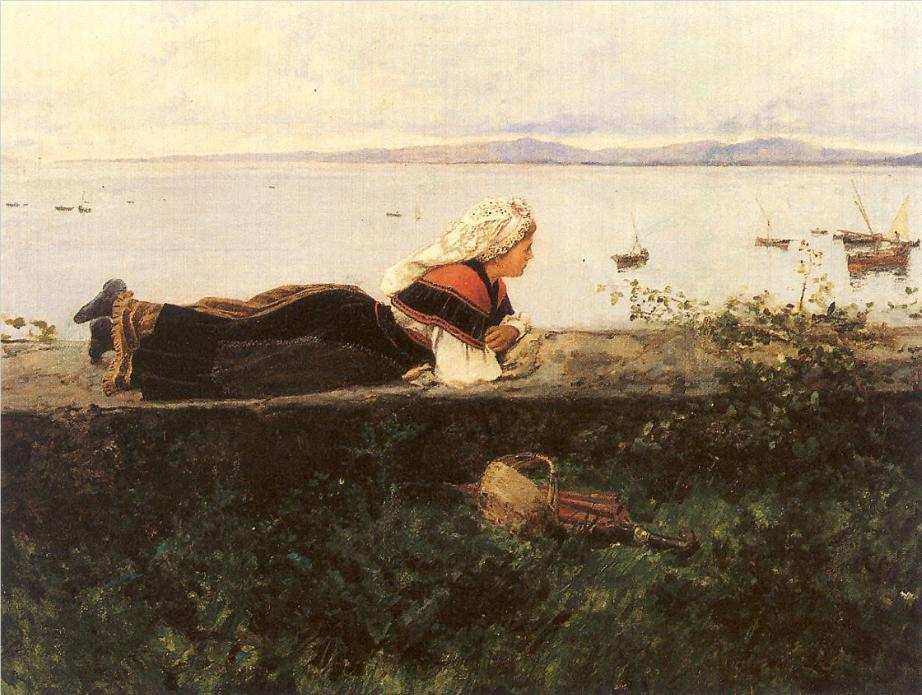
Paysage avec une galicienne, 1891.